# NGC 529
NGC 529 (również PGC 5299, UGC 995 lub HCG 10B) – galaktyka eliptyczna (E-S0), znajdująca się w gwiazdozbiorze Andromedy. Odkrył ją John Herschel 17 listopada 1827 roku. Należy do zwartej grupy galaktyk Hickson 10 (HCG 10).

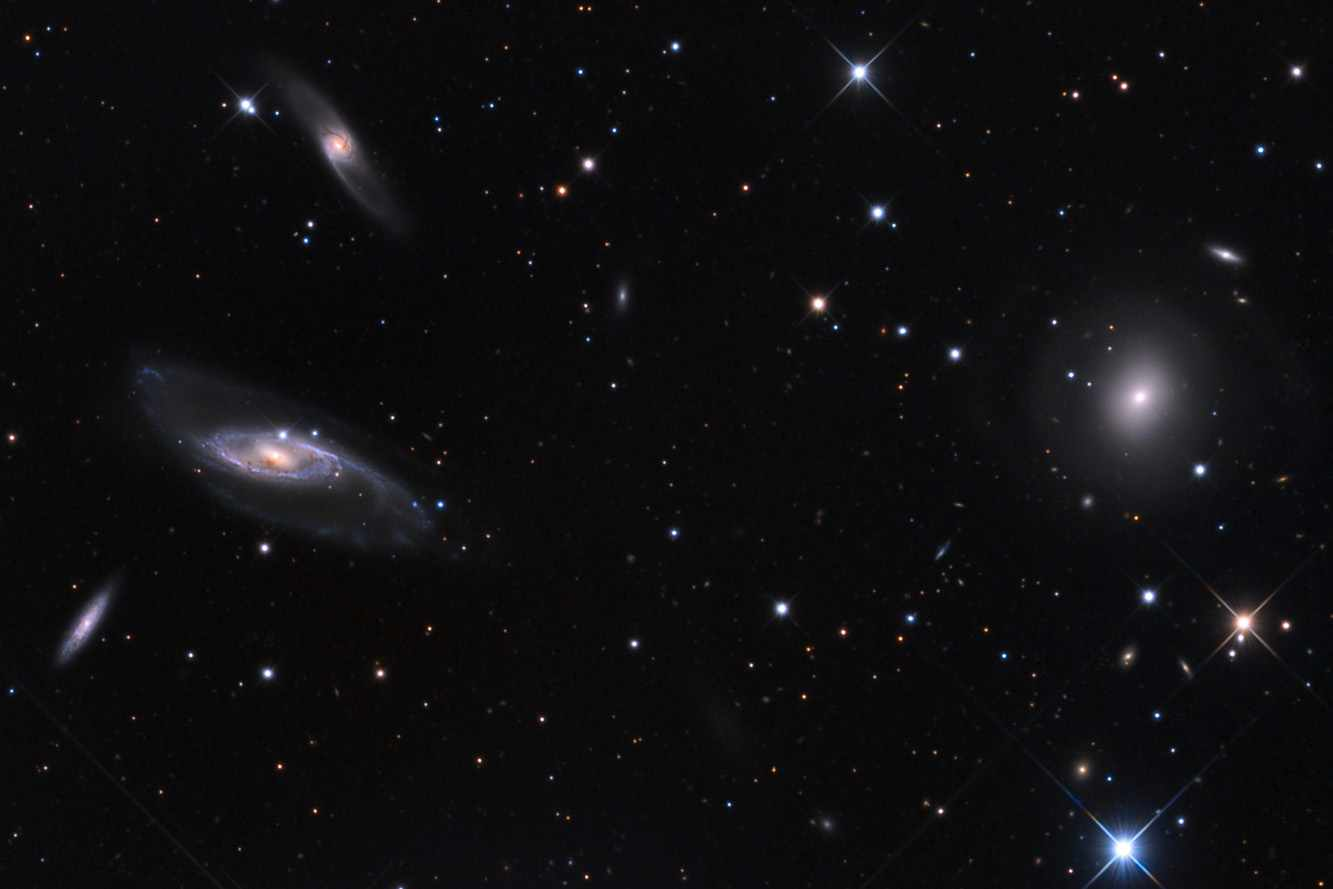
Hickson 10. NGC 529 – to galaktyka z prawej strony zdjęcia, z lewej od góry: NGC 531, NGC 536 i NGC 542 (Mount Lemmon SkyCenter)